# Соколов Сергій Володимирович (легкоатлет)
Сергій Володимирович Соколов (29 березня 1962 , Кочкор-Атаd, Наринська область  — 8 березня 2021 , Прилуки ) — радянський легкоатлет (спринт), чемпіон і призер чемпіонатів СРСР, чемпіон Європи, переможець змагань «Дружба-84», Заслужений майстер спорту СРСР (1982).

## Біографія
Коли його сім'я переїхала в Прилуки на Чернігівщині, Сергій Соколов почав займатися в дитячо-юнацькій спортивній школі під керівництвом Заслуженого тренера України Валерія Моляра. Навчався в місцевій школі № 14.
У 1977 році став срібним призером чемпіонату Української РСР серед юнаків в бігу на 100 метрів. Після восьми класів почав навчатися в спортивному інтернаті в Києві. У роки навчання був багаторазовим чемпіоном і призером чемпіонатів СРСР в бігу на 100 і 200 метрів серед школярів.
У 1980 році на змаганнях в Сантьяго-де-Куба виконав норматив майстра спорту СРСР. У 1981 році на чемпіонаті Європи серед юніорів в Утрехті завоював срібні медалі в бігу на 100 м та естафеті 4 × 100 м, виконавши норматив майстра спорту СРСР міжнародного класу.
Дванадцять разів ставав переможцем різноманітних всесоюзних змагань в спринті, а також в естафеті естафеті 4 × 100 м. Виступав за юнацьку і юніорську збірні команди країни.
З 1979 по 1985 рік був членом збірної СРСР з легкої атлетики.
У гострій боротьбі зумів стати чемпіоном Європи на чемпіонаті Європи з легкої атлетики 1982 року в Афінах в естафетному бігу 4 × 100 м. За це досягнення йому було присвоєно звання Заслуженого майстра спорту СРСР. Брав участь в чемпіонаті світу з легкої атлетики 1983 року Гельсінкі.
За час своєї спортивної кар'єри сім разів ставав чемпіоном СРСР.
У 1986 році через надрив зв'язок ахіллового сухожилля залишив великий спорт.
Працював завідувачем сектора по фізичній культурі і спорту управління освіти Прилуцької міської ради.
Помер в березні 2021 року в місті Прилуки Чернігівської області.

## Спортивні результати
- Чемпіонат Європи з легкої атлетики серед юніорів 1981 року —  (Біг на 200 метрів);
- Чемпіонат Європи з легкої атлетики серед юніорів 1981 року —  (Естафета 4 × 100 метрів);
- Чемпіонат СРСР з легкої атлетики серед юніорів 1981 року —  (Естафета 4 × 100 метрів);
- Чемпіонат СРСР з легкої атлетики серед юніорів 1981 року —  (Естафета 4 × 200 метрів);
- Чемпіонат СРСР з легкої атлетики 1982 року —  (Біг на 200 метрів);
- Чемпіонат СРСР з легкої атлетики в приміщенні 1983 року —  (Біг на 200 метрів);
- Легка атлетика на літній Спартакіаді народів СРСР 1983 року —  (Біг на 200 метрів);
- Чемпіонат Української РСР з легкої атлетики в приміщенні 1977 року —  (Біг на 100 метрів).